# Machijiri Kazumoto
Tử tước Machijiri Kazumoto (tiếng Nhật; 町尻 量基, sinh ngày 30 tháng 3 năm 1888 - mất ngày 10 tháng 12 năm 1950) là trung tướng quân đội Đế quốc Nhật Bản.

## Tiểu sử
Machijiri là con trai thứ tư của kuge Mibu Motonaka (1835-1906) là một gia đình quý tộc thẩm phán cổ xưa ở Kyoto. Ông được gia nhập vào hàng ngũ quý tộc kazoku bởi cha nuôi tử tước Machijiri Kazuhiro và kế thừa danh hiệu shishaku. Vợ ông là con gái cả của Hoàng tử Kaya Kuninori, Yukiko.
Machijiri tốt nghiệp khóa 21 Trường Sĩ quan Lục quân (Đế quốc Nhật Bản) vào năm 1909, bạn học cùng khóa với ông có Ishihara Kanji, Phạn Thôn Nhương và Bách Võ Tình Cát. Sau đó ông tốt nghiệp khóa 29 Đại học Lục quân (Đế quốc Nhật Bản) vào năm 1917. Từ năm 1919 đến năm 1921, ông là tùy viên quân sự ở Pháp, tham gia trong 3 tháng đàm phán về Hiệp ước Hòa bình Versailles, và vẫn là sĩ quan thường trú tại Paris từ năm 1921 đến năm 1923 và một lần nữa từ năm 1925 đến năm 1926.
Từ năm 1930 đến năm 1935, Machijiri là tùy tùng của hoàng đế Nhật Bản. Từ năm 1935 đến năm 196, ông chỉ huy trung đoàn pháo binh thuộc lực lượng cận vệ Hoàng gia và là trưởng phòng văn hóa quân đội thuộc cục quân sự thuộc Bộ Chiến tranh từ năm 1936 đến năm 1938.
Vào lúc mở màn cuộc chiến tranh Trung-Nhật, một lần nữa Machijiri được bổ nhiệm làm tùy tùng cho hoàng đế Hirohito vào năm 1937, nhưng đã sớm được chuyển đến giữ chức phó tham mưu trưởng Phương diện quân Bắc Trung Quốc. Cùng năm ông trở lại Nhật Bản làm việc ở Bộ Tổng Tham mưu Quân đội Đế quốc Nhật Bản, nhưng từ năm 1939 đến năm 1941, ông được lệnh chỉ huy sư đoàn bộ binh 6 Đế quốc Nhật Bản.
Từ năm 1941 đến năm 1942, ông là tổng thanh tra phòng chiến tranh hóa học. Từ năm 1943, Machijiri cử làm tư lệnh tập đoàn quân Đồn trú Đông Dương. Được triệu về Nhật Bản vào năm 1944, ông nghỉ hưu vào năm 1945 và sống sót sau chiến tranh.

### Sách
- Barnhart, Michael (1988). Japan Prepares for Total War: The Search for Economic Security, 1919-1941. Cornell University Press. ISBN 0-8014-9529-6.
- Coox, Alvin (1990). Nomonhan: Japan Against Russia, 1939. Stanford University Press. ISBN 0-8047-1835-0.